# Sorelle (serie televisiva)
Sorelle è una serie televisiva italiana, andata in onda in prima visione su Rai 1 dal 9 marzo al 13 aprile 2017.

## Trama
La serie è ambientata a Matera. Chiara Silani, avvocata di successo in uno studio di Roma, è costretta a tornare nella sua città d'origine per l'improvvisa sparizione della sorella Elena, che vive lì con i suoi tre figli. Chiara aveva lasciato Matera quando sua sorella Elena le aveva confessato di aspettare un figlio dal fidanzato di Chiara, Roberto Roversi. 
Mentre si cercano indizi sulla scomparsa di Elena, Chiara cerca di occuparsi della madre e dei nipoti a cui è comunque legata, nonché di venire a patti col suo doloroso passato sentimentale, finché non viene trovato il corpo di Elena in un burrone dei dintorni.  La madre Antonia, che soffre di una lieve forma di demenza, continua però a credere che la figlia sia ancora viva. Abbandonata l'ipotesi del suicidio, viene accusato dell'omicidio l'ex marito, Roberto Roversi,  che inizialmente ha negato di aver incontrato di recente la vittima, mentre in seguito ammette di essere andato a Matera per discutere con lei la notte della scomparsa e che i rapporti tra loro non erano certo distesi. Chiara è convinta dell'innocenza di Roberto e accetta di assumerne la difesa, I suoi primi sospetti cadono su un ragazzo, Nicola Gambi,  innamorato di Elena al punto di seguirla ovunque e di collezionarne foto e ritratti. Ma il giovane ha un alibi, La posizione di Roberto sembra chiarirsi quando si scopre, a seguito di diversi indizi, che Giulio, l'ultimo dei tre figli di Elena Silani, non sia figlio suo ma di Martino Siniscalchi, un uomo violento, che picchia la moglie ma è importante nella regione perché ricopre la carica di vicesindaco di Potenza. Per Martino si pensa al movente del ricatto, dato che Elena era stata sospesa dal lavoro di insegnante, ma fingeva di andare a scuola, mentre Martino le passava regolarmente denaro contante. Tra Chiara Silani e il suo ex-fidanzato Roberto Roversi, sembra rinascere qualcosa, soprattutto dopo che sembra essere scagionato.
In un nuovo colpo di scena però, nel computer della madre Antonia, Chiara trova dei video con minacce da parte di Roberto Roversi nei confronti della sorella Elena, sua ex-moglie, perché voleva portarle via i figli per farli crescere con lui a Parma non approvando la sua condotta di vita. Elena da parte sua resisteva alle minacce e teneva in pugno Roberto essendo al corrente della sua falsa laurea e della carriera costruita sulla truffa. Sconvolta dalla scoperta, Chiara non sa se credere ai video o alle parole dell'ex-fidanzato nonché cognato, combattuta tra l'amore che sente rifiorire per lui, l'amore per la sua famiglia e il debito di verità verso la sorella; decide perciò di dare un appuntamento a Roberto, bluffando per cercare di capire se suo cognato abbia ucciso effettivamente la sorella o meno. Il piano di Chiara funziona, Roberto confessa, ma quando capisce l'inganno, cerca di uccidere anche Chiara; sta per avere la meglio, quando compare il fantasma di Elena che permette a Chiara di liberarsi ed essere soccorsa dalla polizia che arresta il cognato. 
La vicenda termina con Roberto condannato in prigione; Chiara che ricambia finalmente l'amore del suo fedele collega Daniele e vive con i suoi nipoti Stella, Marco e Giulio, nonché Antonia, la madre di Chiara ed Elena, che decide di rimanere a Matera, dove l'anima della sorella Elena veglia su tutti loro.

## Episodi
| Stagione       | Episodi | Prima TV |
| -------------- | ------- | -------- |
| Prima stagione | 6       | 2017     |